# Griesheim (Thüringen)
Griesheim is een dorp in de Duitse gemeente Stadtilm in het Ilm-Kreis in Thüringen.

## Geschiedenis
In het dorp heeft een kasteel gestaan, dat in 1948 op bevel van de bezettingsmacht van de Sovjet-Unie werd gesloopt. 
Het dorp was tot 1994 een zelfstandige gemeente. Het dorp was zetel van het gemeentebestuur van Ilmtal, tot deze gemeente op 6 juli 2018 opging in de gemeente Stadtilm.